# Jane Sibbett
Jane Moore Sibbett (Berkeley, California, 28 de noviembre de 1962) es una actriz estadounidense. 

## Primeros años y carrera
Sibbett nació el 28 de noviembre de 1962 en Berkeley, California. Fue la menor de cinco hermanos y se crio en Isla Alameda, en la bahía de San Francisco. Se graduó en la Universidad de California de Los Ángeles.
Dos de sus papeles más conocidos son Heddy en la serie de televisión “La cabeza de Herman” y Carol, la exmujer lesbiana de Ross en “Friends”. 
Su debut fue interpretando a Jane Wilson en la telenovela Santa Bárbara en 1986-87, siendo nominada al premio Best Newcomer. Apareció en más de doscientos episodios de series televisivas a lo largo de los años 80 y 90, incluyendo las populares series de televisión 21 Jump Street y The Nanny.  En 1992 apareció en la película de Dan O'Bannon The Resurrected. Coprotagonizó con Mary-Kate y Ashley Olsen en It Takes Two en 1995 y en 1998 protagonizó la película Noé junto a Tony Danza y Wallace Shawn. En 1999 protagonizó el telefilm Au Pair, y dio voz a Joy en la película de imagen real y animación por ordenador de 2006, Charlotte's Web.

## Vida personal
Sibbett se casó con el guionista y productor de televisión Karl Fink el 18 de enero de 1992. Tuvieron tres hijos y vivían en Hawái. Se divorciaron en enero de 2016.